# نقطة زرقاء باهتة (كتاب)
كوكب الأرض نقطة زرقاء باهتة هو أحد أهم كتب عالم الفلك الأمريكي الراحل كارل ساغان. ألف الكتاب سنة 1994، وفكرة الكتاب مأخوذة من صورة التقطتها مركبة الفضاء الأمريكية فوياجر 2 لكوكب الأرض في شهر شباط 1990 من مسافة ستة مليارات كيلو متر عن الأرض، حيث بدا كوكب الأرض كنقطة زرقاء بالكاد تبدو واضحة في خلفية النجوم.
الكتاب يتحدث عن موقع كوكب الأرض بالنسبة للكون، وعن مستقبل علوم الفضاء وارتباطها الوثيق بمستقبل الإنسان ضمن رؤية إنسانية تحاول محاربة النزعات العرقية والعنصرية التي تميّز الجنس البشري.
صدرت ترجمة عربية للكتاب ضمن سلسلة عالم المعرفة العدد 254 بتاريخ فبراير 2000م بترجمة شهرت العالم ومراجعة حسين بيومي.